# Coccothrinax
Coccothrinax Sarg. è un genere di palme della famiglia delle Arecacee (sottofamiglia Coryphoideae, tribù Cryosophileae).

## Distribuzione e habitat
Le specie di questo genere sono diffuse nei Caraibi, nelle Bahamas, nella Florida meridionale e nel Messico meridionale; la gran parte delle specie comunque è endemica di Cuba.

## Tassonomia
Il genere comprende oltre 50 specie:
- Coccothrinax acuminata Sarg. ex Becc.
- Coccothrinax acunana León
- Coccothrinax alexandri León
- Coccothrinax alta (O.F.Cook) Becc.
- Coccothrinax argentata (Jacq.) L.H.Bailey
- Coccothrinax × angelae D.Suárez
- Coccothrinax argentea (Lodd. ex Schult. & Schult.f.) Sarg. ex Becc.
- Coccothrinax baracoensis Borhidi & O.Muñiz
- Coccothrinax barbadensis Becc.
- Coccothrinax bermudezii León
- Coccothrinax borhidiana O.Muñiz
- Coccothrinax boschiana Mejía &  R.G.García
- Coccothrinax camagueyana Borhidi & O.Muñiz
- Coccothrinax clarensis León
- Coccothrinax concolor Burret
- Coccothrinax crinita Becc.
- Coccothrinax cupularis (León) Borhidi & O.Muñiz
- Coccothrinax ekmanii Burret
- Coccothrinax elegans O.Muñiz & Borhidi
- Coccothrinax fagildei Borhidi & O.Muñiz
- Coccothrinax fragrans Burret
- Coccothrinax garciana León
- Coccothrinax gracilis Burret
- Coccothrinax guantanamensis (León) O.Muñiz & Borhidi
- Coccothrinax gundlachii León
- Coccothrinax hiorami León
- Coccothrinax inaguensis Read
- Coccothrinax jamaicensis Read
- Coccothrinax jimenezii M.M.Mejía & R.G.García
- Coccothrinax leonis O.Muñiz & Borhidi
- Coccothrinax litoralis León
- Coccothrinax macroglossa (León) Borhidi & O.Muñiz
- Coccothrinax microphylla Borhidi & O.Muñiz
- Coccothrinax miraguama (Kunth) Becc.
- Coccothrinax moaensis (Borhidi & O.Muñiz) O.Muñiz
- Coccothrinax montana Burret
- Coccothrinax munizii Borhidi
- Coccothrinax muricata León
- Coccothrinax nipensis Borhidi & O.Muñiz
- Coccothrinax orientalis León, O.Muñiz & Borhidi
- Coccothrinax pauciramosa Burret
- Coccothrinax proctorii Read
- Coccothrinax pseudorigida León
- Coccothrinax pumila Borhidi & J.A.Hern.
- Coccothrinax readii H.J.Quero
- Coccothrinax rigida Becc.
- Coccothrinax salvatoris León
- Coccothrinax saxicola León
- Coccothrinax scoparia Becc.
- Coccothrinax spirituana Verdecia & Moya
- Coccothrinax spissa L.H.Bailey
- Coccothrinax torrida Morici & Verdecia
- Coccothrinax trinitensis Borhidi & O.Muñiz
- Coccothrinax victorini León
- Coccothrinax yunquensis Borhidi & O.Muñiz
- Coccothrinax yuraguana (A.Rich.) León